# Rondolândia
Rondolândia is een gemeente in de Braziliaanse deelstaat Mato Grosso. De gemeente telt 3.484 inwoners (schatting 2009).